# 丸山弘昭
丸山 弘昭（まるやま ひろあき、1946年 - ）は、日本の公認会計士、税理士、経営コンサルタント。アタックス創業者・元代表取締役社長。アタックスグループ代表パートナー、トヨタ車体監査役、フジパングループ本社監査役、ブラザー工業監査役、丸八証券取締役等を歴任。

## 人物・経歴
岐阜県生まれ。東海高等学校を経て、1968年一橋大学経済学部卒業。銀行に内定するも公認会計士を志し、1970年一橋大学商学部卒業、日本合成ゴム株式会社入社。
株式会社第一会計計算センター（現株式会社ダイテック）、監査法人伊東会計事務所（のちのみすず監査法人）を経て、1974年公認会計士丸山弘昭事務所設立。1981年、西浦道明と熱田コンピューターサービス株式会社（現株式会社アタックス）を設立。1985年同代表取締役。2002年アタックス税理士法人設立、同代表社員。2010年トヨタ車体株式会社監査役。2012年ブラザー工業株式会社監査役、2013年フジパングループ本社株式会社監査役。2017年丸八証券株式会社取締役。
システムエンジニア、システム・コンサルタントから始め、経営・税務顧問、起業家支援などを行い、青山システムコンサルティング株式会社取締役、株式会社楽天アンセルインシュアランス監査役、一般財団法人グローバルヘルスケア財団理事、株式会社アフォード・ビジネス・コンサルティング監査役、特定非営利活動法人先端医療推進機構先端医療ネットワーク懇話会運営委員 等も歴任。

## 著書
- 『会計を活かして強い会社をつくる』東洋経済新報社 2000年
- 『当たり前のことをやり抜く会社が勝つ！』中経出版 2003年
- 『「変える勇気」が会社を強くする！』中経出版  2004年
- 『キャッシュフロー戦略』アタックス 2004年
- 『儲けるための ザ・経営分析』（野村正光と共著）中経出版 2005年